# Pogled u zjenicu sunca (1966.)
Pogled u zjenicu sunca, hrvatski dugometražni film iz 1966. godine.